# Maraldinni, Lingsugur
Maraldinni là một làng thuộc tehsil Lingsugur, huyện Raichur, bang Karnataka, Ấn Độ.